# ポートランド・ビル
ポートランド・パブリック・サービス・ビル（英: Portland Public Service Building）は、ポートランド・ビル（英: Portland Building）として一般的に知られるアメリカ合衆国オレゴン州ポートランドの15階建ての市庁舎である。市中心街の1120 SW 5th Avenueに所在する。建設には2900万ドルを要し、1982年に完成した。
設計はマイケル・グレイヴスによる。特徴的なブロック様のデザインと正方形の窓を持ち、ポストモダン建築の代表的作品となっている。1985年、打ち出し細工の銅像「ポートランディア」がポートランド・ビルの入口に飾られた。
ポートランド・ビルは現在でもポートランドの住民や建築学界によって論争の的となっている。世界で最初となるポストモダン建築の重要作で、その竣工はフィリップ・ジョンソンのAT&Tビルよりも前に遡る。そのデザインは20世紀初頭に確立したモダニスト建築の原理を否定するものと言われている。グレイヴスのデザインは、ジョンソンが選考委員会委員を務める大規模な設計コンペにおいて選出された。
デザインに関する疑念を超えて、ポートランド・ビルは竣工して間もなく多くの構造的欠陥が指摘されたポートランド・ビルの欠陥はこの建物で働く公務員によりユーモアと侮蔑の対象となっており、「低予算で建てられた」「働くのが難しい」と言われている。
2011年に国家歴史登録財に登録された。